# كلية السيد فيدنيكيتان للتمريض
كلية التمريض سيد فيدانيكيثان (SVCN) تقع في تيروباتي ولاية اندرا براديش، الهند ،  تختص بالعلوم الصحية والطبية فقط. انشآت في عام 2006 ، تقدم الكلية برامج درجة البكالوريوس في العلوم وكذلك برامج الدراسات العليا في التمريض، بما في ذلك الماجستير.
تمت الموافقة على كلية السيد فيدنيكيتان من قبل مجلس التمريض AP وهو معترف به من قبل مجلس التمريض الهندي، نيودلهي. 